# Pabališkiai (przystanek kolejowy)
Pabališkiai – przystanek kolejowy w pobliżu miejscowości Tarpiškės, Pabališkiai i Wejwery, w rejonie preńskim, w okręgu kowieńskim, na Litwie. Położony jest na linii Kowno – Kibarty.

## Historia
Przystanek powstał przed II wojną światową.